# Počítání omeru
Počítání omeru (hebrejsky סְפִירַת הָעֹמֶר‎, sfirat ha-omer, v jidiš צײלן ספֿירה‎,[zdroj⁠?!] cejln sfire) je židovský náboženský obřad, jehož hlavní náplň spočívá v počítání dnů a týdnů, které uběhly od prvního dne svátku Pesach (rabanité) nebo od prvního pesachového Šabatu (karaité) až do dne předcházejícího svátku Šavu'ot (rabanité) nebo do svátku Šavu'ot (karaité). Jedná se celkem o 49 dnů (rabanité) nebo 50 dnů (karaité).

## Původ slova omer
Omer (hebrejsky עֹמֶר‎) znamená obecně „svazek obilí“, snopek; označuje též prvotinu ječmene, která byla přinesena do Chrámu, a to 16. dne měsíce nisanu – podle tohoto prvního snopku bylo nazváno celé období sedmi týdnů od pesachu do šavu'ot.

## Postavení omeru v židovské náboženské tradici
Období omeru je v židovství velmi důležité a váže se k němu řada tradic a zvyků. Jedná se především o období, kdy Izrael putoval od Rákosového moře pouští k hoře Sinaj. Omer je tak obdobím, kdy byl Izrael podle tradice vysvobozen fyzicky (z egyptského otroctví), ale ještě ne duchovně (darováním Tóry).
Později se stal omer spíše obdobím smutku nebo „polovičního smutku“ – během omeru se podle tradice nekonají svatby, muži se neholí. Důvodem smutku je epidemie, která vypukla mezi žáky rabiho Akivy a které podle talmudického popisu padlo za oběť několik tisíc lidí. Tato „epidemie“ je podle některých vědců eufemismem pro Římany, kteří pronásledovali Židy během bar Kochbova povstání. Později byly k tomuto období vztaženy i vzpomínky na oběti dalších pogromů v židovské historii, především křížových výprav.
33. dne omeru – na „lag ba-omer“ – je smutek přerušen, neboť tehdy „epidemie“ zázračně skončila. Dalším důvodem pro slavnostní charakter tohoto dne je, že se jedná o výročí úmrtí rabi Šim'ona ben Jochaje, kterému kabalisté přisuzují autorství knihy Zohar a který si nepřál[zdroj?], aby den jeho smrti byl dnem smutku.

## Liturgie počítání omeru
Počítání omeru je nařízeno biblickým příkazem:
| „ | Potom si odpočítáte ode dne po dni odpočinku, ode dne, kdy jste přinesli snopek k oběti podávání, plných sedm týdnů. Ke dni po sedmém dni odpočinku napočítáte padesát dní a pak přinesete Hospodinu novou přídavnou oběť. | “ |

Omer se počítá vždy večer na závěr modlitby ma'ariv. Kdo počítání při večerní modlitbě opomněl, může je říci později až do večera následujícího dne. Počítání se skládá z úvodního požehnání a následného počítání. Úvodní benedikce zní:
| „ | Požehnaný jsi Ty Hospodine, Bože náš, králi světa, jenž jsi nás posvětil svými přikázáními a nařídil nám počítat Omer. | “ |

V některých obcích se ještě před požehnáním říká krátká meditace, podobně jako před oblékáním talitu nebo pokládáním tfilin.
Počítání samotné se skládá vždy z úvodní formule „Dnes je x-tý den, (což je x-tý týden a x-tý den) omeru.“ Například počítání pro sedmnáctý den pak vypadá následovně:
| „ | Dnes je sedmnáct dnů, což jsou dva týdny a tři dny omeru. | “ |

Karaimský způsob počítání omeru:
Dnes je třetí den třetího týdne sedmi týdnů. Dnes je sedmnáctý den odpočítávání padesáti dnů od pozvedání Omeru během rána následujícího po Šabatu.
Během Šabatu pak:
Dnes je sedmý den třetího týdne sedmi týdnů. Dnes je dvacátý první den odpočítávání padesáti dnů od pozvedání Omeru během rána následujícího po Šabatu. Dnes je Šabat, třetí Šabat ze sedmi Šabatů. Dnes končí třetí týden sedmi týdnů.
V některých obcích se na závěr ještě dodává kabalistická modlitba, která ke každému dni omeru přiřadila prosbu za nápravu v kombinaci dvou ze sedmi spodních sefirot, chesed, gevura, tif'eret, necach, hod, jesod a malchut, které tvoří 49 variací (každá z nich tvoří díky charakteru sefirot zvláštní charakterový rys pro jeden každý den omeru).

## Omerové kalendáře
Rozmanité kalendáře, jež měly usnadnit počítání omeru a pocházejí z Českých zemí, jsou k vidění v expozici Židovského muzea v Praze v Klausové synagoze.